# Pentametrocrinus varians
Pentametrocrinus varians är en sjöliljeart som först beskrevs av P. H. Carpenter 1888.  Pentametrocrinus varians ingår i släktet Pentametrocrinus och familjen Pentametrocrinidae. Inga underarter finns listade i Catalogue of Life.